# جام ملت‌های اروپا ۲۰۲۴
جام ملت‌های اروپا ۲۰۲۴ هفدهمین دوره از رقابت‌های فوتبال جام ملت‌های اروپا بود که در آلمان برگزار شد. این رقا‌بت‌ها در  ۱۴ ژوئن (۲۵ خرداد) آغاز شد و در ۱۴ ژوئیه (۲۴ تیر) با پیروزی اسپانیا بر انگلستان در بازی نهایی پایان یافت.

## انتخاب میزبان
تا پیش از پایان مهلت ثبت نام میزبانی در ۳ مارس ۲۰۱۷، تنها دو کشور آلمان و ترکیه به‌صورت رسمی تقاضای میزبانی کرده بودند.
در ۲۷ سپتامبر ۲۰۱۸، در شهر نیون واقع در کشور سوئیس، مراسم انتخاب میزبان جام ملت‌های اروپا ۲۰۲۴ برگزار شد و نتایج رای‌گیری بدین صورت بود:
| کشور  | رای |
| ----- | --- |
| آلمان | ۱۲  |
| ترکیه | ۴   |
| ممتنع | ۱   |
| مجموع | ۱۷  |

اعضای کمیته اجرایی یوفا رای خود را به‌صورت مخفی به اشتراک گذاشتند و اعلام شد که در صورت مساوی بودن رای‌ها، این رئیس یوفا خواهد بود که کشور میزبان را مشخص خواهد کرد. در بین بیست تن از اعضای کمیته اجرایی یوفا، دو نفر واجد شرایط برای رای‌دادن نبودند و یک نفر غایب بود. در مجموع هفده نفر از اعضا برای رای‌گیری و جمع‌آوری آمار حضور داشتند و در پایان کشور آلمان با دریافت ۱۲ رای بالاتر از ترکیه با دریافت ۴ رای قرار گرفت و به‌عنوان میزبان رقابت‌های جام ملت‌های اروپا ۲۰۲۴ انتخاب شد.

## مقدماتی
طبق رسوم، تیم ملی فوتبال آلمان از قبل به عنوان میزبان به مرحلهٔ گروهی این رقابت‌ها صعود کرده است. ۲۰ سهمیهٔ دیگر با انجام رقابت‌های مرحلهٔ گروهی در مقدماتی، ۲ تیم صدرنشین از گروه‌های ۱۰ گانه به‌طور مستقیم به جام ملتهای اروپا صعود می‌کنند. در نهایت ۳ سهمیه دیگر از طریق مسابقات پلی اف به واسطهٔ لیگ ملتهای ۲۳–۲۰۲۲ انتخاب خواهند شد، ۶ نیمه نهایی و ۳ فینال میان ۱۲ تیم، ۴ تیم اول سطح A B C برگزار خواهد شد و قهرمان‌های هر سطح به جام ملتهای ۲۰۲۴ صعود می‌کنند.

### تیم‌های انتخاب‌شده
۱ پررنگ بودن به معنای قهرمانی در آن سال و مورب بودن به معنای میزبانی در آن سال.

## ورزشگاه‌ها
| برلین              | مونیخ                                                                    | دورتموند                                                                 | اشتوتگارت                                                                |
| ------------------ | ------------------------------------------------------------------------ | ------------------------------------------------------------------------ | ------------------------------------------------------------------------ |
| المپیک برلین       | آلیانتس آرنا                                                             | وستفالن                                                                  | ام‌اچ‌پی آرنا                                                              |
| گنجایش: ۷۱,۰۰۰ نفر | گنجایش: ۶۶,۰۰۰ نفر                                                       | گنجایش: ۶۲,۰۰۰ نفر                                                       | گنجایش: ۵۱,۰۰۰ نفر                                                       |
|                    |                                                                          |                                                                          |                                                                          |
| گلزنکیرشن          | برلینمونیخدورتموندگلزنکیرشناشتوتگارتهامبورگدوسلدورفکلنلایپزیگفرانکفورت · | برلینمونیخدورتموندگلزنکیرشناشتوتگارتهامبورگدوسلدورفکلنلایپزیگفرانکفورت · | برلینمونیخدورتموندگلزنکیرشناشتوتگارتهامبورگدوسلدورفکلنلایپزیگفرانکفورت · |
| فلتینس آرنا        | برلینمونیخدورتموندگلزنکیرشناشتوتگارتهامبورگدوسلدورفکلنلایپزیگفرانکفورت · | برلینمونیخدورتموندگلزنکیرشناشتوتگارتهامبورگدوسلدورفکلنلایپزیگفرانکفورت · | برلینمونیخدورتموندگلزنکیرشناشتوتگارتهامبورگدوسلدورفکلنلایپزیگفرانکفورت · |
| گنجایش: ۵۰,۰۰۰ نفر | برلینمونیخدورتموندگلزنکیرشناشتوتگارتهامبورگدوسلدورفکلنلایپزیگفرانکفورت · | برلینمونیخدورتموندگلزنکیرشناشتوتگارتهامبورگدوسلدورفکلنلایپزیگفرانکفورت · | برلینمونیخدورتموندگلزنکیرشناشتوتگارتهامبورگدوسلدورفکلنلایپزیگفرانکفورت · |
|                    | برلینمونیخدورتموندگلزنکیرشناشتوتگارتهامبورگدوسلدورفکلنلایپزیگفرانکفورت · | برلینمونیخدورتموندگلزنکیرشناشتوتگارتهامبورگدوسلدورفکلنلایپزیگفرانکفورت · | برلینمونیخدورتموندگلزنکیرشناشتوتگارتهامبورگدوسلدورفکلنلایپزیگفرانکفورت · |
| هامبورگ            | برلینمونیخدورتموندگلزنکیرشناشتوتگارتهامبورگدوسلدورفکلنلایپزیگفرانکفورت · | برلینمونیخدورتموندگلزنکیرشناشتوتگارتهامبورگدوسلدورفکلنلایپزیگفرانکفورت · | برلینمونیخدورتموندگلزنکیرشناشتوتگارتهامبورگدوسلدورفکلنلایپزیگفرانکفورت · |
| فولکسپارک          | برلینمونیخدورتموندگلزنکیرشناشتوتگارتهامبورگدوسلدورفکلنلایپزیگفرانکفورت · | برلینمونیخدورتموندگلزنکیرشناشتوتگارتهامبورگدوسلدورفکلنلایپزیگفرانکفورت · | برلینمونیخدورتموندگلزنکیرشناشتوتگارتهامبورگدوسلدورفکلنلایپزیگفرانکفورت · |
| گنجایش: ۴۹,۰۰۰ نفر | برلینمونیخدورتموندگلزنکیرشناشتوتگارتهامبورگدوسلدورفکلنلایپزیگفرانکفورت · | برلینمونیخدورتموندگلزنکیرشناشتوتگارتهامبورگدوسلدورفکلنلایپزیگفرانکفورت · | برلینمونیخدورتموندگلزنکیرشناشتوتگارتهامبورگدوسلدورفکلنلایپزیگفرانکفورت · |
|                    | برلینمونیخدورتموندگلزنکیرشناشتوتگارتهامبورگدوسلدورفکلنلایپزیگفرانکفورت · | برلینمونیخدورتموندگلزنکیرشناشتوتگارتهامبورگدوسلدورفکلنلایپزیگفرانکفورت · | برلینمونیخدورتموندگلزنکیرشناشتوتگارتهامبورگدوسلدورفکلنلایپزیگفرانکفورت · |
| دوسلدورف           | فرانکفورت                                                                | کلن                                                                      | لایپزیگ                                                                  |
| مرکور اشپیل-آرنا   | دویچه بانک پارک                                                          | راین انرژی                                                               | ردبول آرنا                                                               |
| گنجایش: ۴۷,۰۰۰ نفر | گنجایش: ۴۷,۰۰۰ نفر                                                       | گنجایش: ۴۳,۰۰۰ نفر                                                       | گنجایش: ۴۰,۰۰۰ نفر                                                       |
|                    |                                                                          |                                                                          |                                                                          |

### کمپ‌های پایه تیم‌ها
هر تیم یک "کمپ پایه تیم" را برای اقامت خود در بین مسابقات انتخاب کرد. تیم ها در طول مسابقات در این مکان ها تمرین کرده و اقامت خواهند داشت و به بازی هایی که دور از پایگاه هایشان برگزار می شود، سفر خواهند کرد. "کمپ پایه تیم" باید در آلمان باشد.
| تیم      | کمپ مستقر         | زمین تمرین                                                |
| -------- | ----------------- | --------------------------------------------------------- |
| آلبانی   | کامن              | SportCentrum Kaiserau                                     |
| اتریش    | برلین             | مومزن‌اشتادیون                                             |
| بلژیک    | لودویگسبورگ       | Wasenstadion, SGV Freiberg am Neckar                      |
| کرواسی   | نویروپین          | Volksparkstadion, MSV Neuruppin                           |
| چک       | هامبورگ           | Edmund-Plambeck-Stadion, FC Eintracht Norderstedt 03      |
| دانمارک  | فرویدنشتات        | Hermann-Saam-Stadion                                      |
| انگلستان | بلانکن‌هاین        | Golfresort Weimarer Land                                  |
| فرانسه   | باد لیپ‌اسپرینگه   | ورزشگاه بنتلر آرنا, ورزشگاه پادربورن                      |
| گرجستان  | فلبرت             | Stadion Velbert, SSVg Velbert                             |
| آلمان    | هرتسوگن‌آوراخ      | Adidas Campus/HomeGround                                  |
| مجارستان | وایلر-زیمربرگ     | Tannenhof Resort, Sport & Spa                             |
| ایتالیا  | ایزلون            | Hemberg-Stadion                                           |
| هلند     | وولفسبورگ         | AOK Stadion, ورزشگاه تیم بانوان وولفسبوگ                  |
| لهستان   | هانوفر            | Eilenriedestadion                                         |
| پرتغال   | هارزه‌وینکل        | Hotel-Residence Klosterpforte Marienfeld / Sports grounds |
| رومانی   | وورتسبورگ         | ورزشگاه آکون, ورزشگاه تیم وورتسبورگ کیکرز                 |
| اسکاتلند | گارمیش-پارتنکیرشن | Stadion am Gröben                                         |
| صربستان  | آگزبورگ           | Rosenaustadion, ورزشگاه تیم آگزبورگ (زنان)                |
| اسلواکی  | ماینز             | ورزشگاه بروخوگستادیون, ورزشگاه موآ                        |
| اسلوونی  | ووپرتال           | Stadion am Zoo, Wuppertaler SV                            |
| اسپانیا  | دوناشینگن         | Der Öschberghof                                           |
| سوئیس    | اشتوتگارت         | Gazi-Stadion auf der Waldau                               |
| ترکیه    | بارزینگ‌هاوزن      | Sporthotel Fuchsbachtal                                   |
| اوکراین  | ویسبادن           | Stadion am Halberg                                        |

1. ↑  Officially referred to by the name Czechia.

## صلاحیت حضور

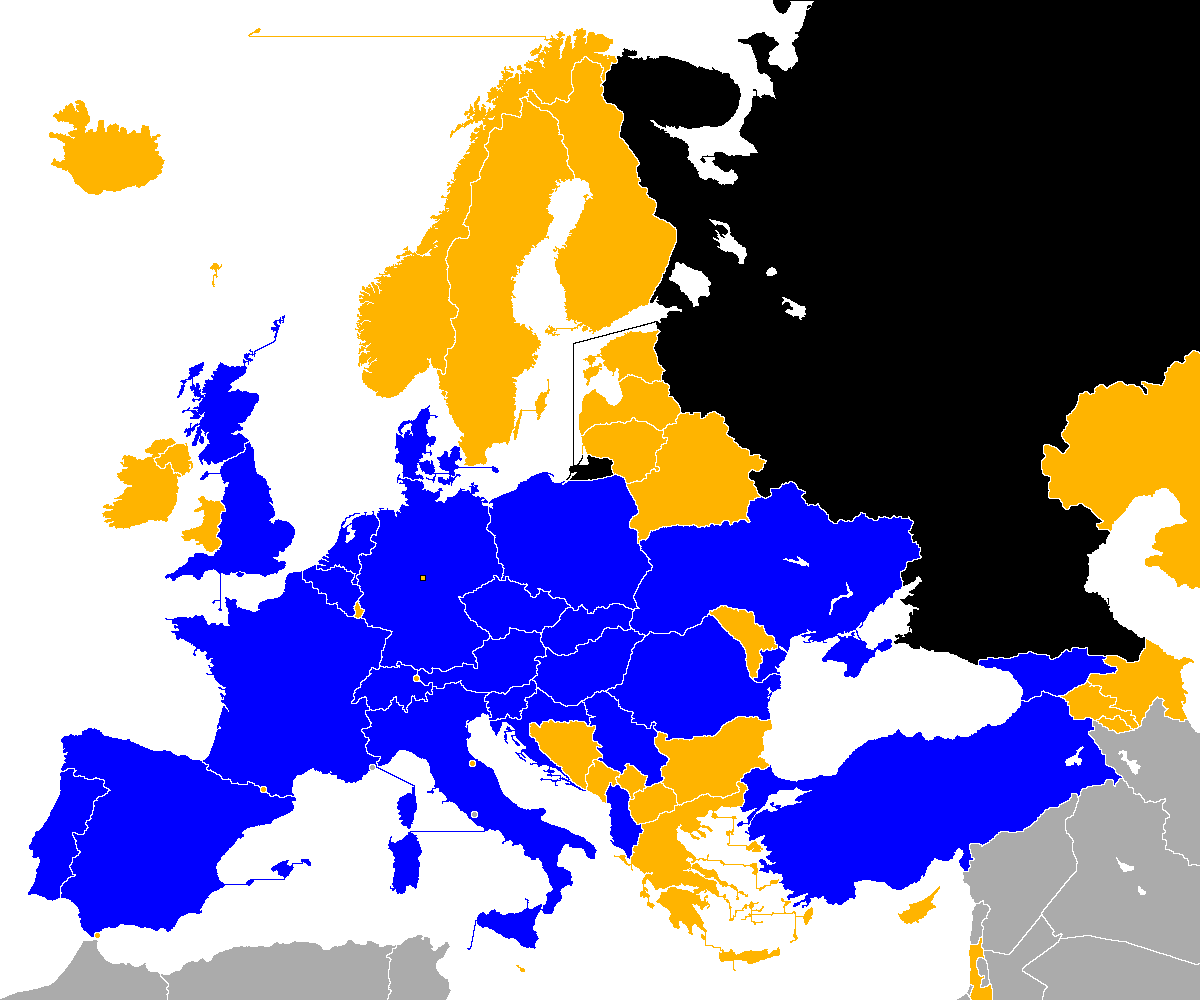
نقشه اروپایی برای تیم های راهیافته:
تیم راهیافته به یورو ۲۰۲۴
تیم ناکام در کسب جواز حضور
تیم محروم از شرکت در رویداد
عدم عضویت در UEFA

آلمان به عنوان میزبان به طور خودکار به مسابقات راه یافت. ۲۳ جایگاه باقی مانده توسط یک تورنمنت مقدماتی مشخص شد. ۲۰ تیم با انتخاب مستقیم برندگان و نایب قهرمانان ۱۰ تیم حاضر در گروه های مقدماتی تعیین شد، و سه مکان باقی مانده توسط پلی آف تعیین شد. مکان‌هایی در پلی آف به تیم‌هایی داده شد که بهترین عملکرد را در لیگ ملت‌های اروپا ۲۳–۲۰۲۲ داشتند که قبلاً از طریق تورنمنت مقدماتی اصلی جواز حضور نداشتند.قرعه کشی مرحله گروهی مقدماتی یورو ۲۰۲۴ در تاریخ ۹ اکتبر ۲۰۲۲ در فشتاله در فرانکفورت برگزار شد.مرحله گروهی مقدماتی از مارس تا نوامبر ۲۰۲۳ برگزار شد، در حالی که سه مرحله پلی آف در مارس ۲۰۲۴ برگزار شد.

## تیم‌های راه‌یافته
از ۲۴ تیم راه یافته به مسابقات، ۱۹ تیم در دوره قبل نیز جواز حضور را کسب کرده بودند. این تیم‌ها شامل مدافعان قهرمانی ایتالیا و نایب قهرمان انگلیس و همچنین  نایب قهرمان جام جهانی ۲۰۲۲، فرانسه و دارنده مدال برنز کرواسی هستند. پرتغال تنها تیمی بود که با رکوردی بی عیب و نقص راه یافت، در حالی که فرانسه، انگلیس، بلژیک، مجارستان، و رومانی نیز بدون باخت پا به این مسابقات گذاشتند.
آلبانی و رومانی پس از از دست دادن یورو ۲۰۲۰ بازگشتند، تیم سابق تنها برای دومین تورنمنت بزرگ خود راه یافت. صربستان و اسلوونی هر دو برای اولین بار پس از یورو ۲۰۰۰ بازگشتند، صربستان برای نخستین بار پس از آن که صربستان و مونته‌نگرو در پی  رفراندوم استقلال مونته‌نگرو کشورهای جداگانه‌ای شدند در این مسابقات حاضر شدند، و اسلوونی به عنوان یک کشور مستقل به عنوان چهارمین تورنمنت بزرگ خود راه یافت.گرجستان، یونان را در پنالتی در پلی آف شکست داد تا برای اولین بار پس از استقلال گرجستان از اتحاد جماهیر شوروی در سال ۱۹۹۱ را کسب کند. همچنین تبدیل شدن به تنها اولین شرکت کننده برای این دوره و تضمین هر تورنمنت نهایی از زمان افتتاحیه یورو ۱۹۶۰ یک تیم جدید را دیدم که اولین بازی خود را انجام داد.
غایبان بزرگ این رویداد عبارتند از سوئد، روسیه، و ولز. سوئد برای اولین بار از زمان یورو ۱۹۹۶ به فینال مرحله انتخابی راه پیدا نکرد و همچنین نتوانست برای دومین تورنمنت مهم متوالی خود جواز حضور در جام جهانی  جام جهانی ۲۰۲۲ را از دست بدهد. روسیه که از زمان یورو ۲۰۰۰ در فینال‌ها حضور داشت، پس از حمله این کشور به اوکراین، به طور کلی از مسابقات مقدماتی محروم شد. آخرین بار، یوگسلاوی در ۱۹۹۲ از مسابقات محروم شده بود. ولز که در دو دوره قبلی، از جمله نیمه نهایی یورو ۲۰۱۶ به مراحل حذفی رسید، در مرحله پلی آف در ضربات پنالتی مغلوب لهستان شد. همچنین مقدونیه شمالی و فنلاند که اولین حضور خود را در دوره قبلی انجام دادند، نتوانستند در این دوره شرکت کنند.
| تیم      | راهیابی به عنوان      | تاریخ راهیابی   | حضورهای قبلی در رویداد                                                            |
| -------- | --------------------- | --------------- | --------------------------------------------------------------------------------- |
| آلمان    | میزبان                | ۲۷ سپتامبر ۲۰۱۸ | ۱۳ (۱۹۷۲, ۱۹۷۶, ۱۹۸۰, ۱۹۸۴, ۱۹۸۸, ۱۹۹۲, ۱۹۹۶, ۲۰۰۰, ۲۰۰۴, ۲۰۰۸, ۲۰۱۲, ۲۰۱۶, ۲۰۲۰) |
| بلژیک    | تیم نخست گروه F       | ۱۳ اکتبر ۲۰۲۳   | ۶ (۱۹۷۲, ۱۹۸۰, ۱۹۸۴, ۲۰۰۰, ۲۰۱۶, ۲۰۲۰)                                            |
| فرانسه   | تیم نخست گروه B       | ۱۳ اکتبر ۲۰۲۳   | ۱۰ (۱۹۶۰, ۱۹۸۴, ۱۹۹۲, ۱۹۹۶, ۲۰۰۰, ۲۰۰۴, ۲۰۰۸, ۲۰۱۲, ۲۰۱۶, ۲۰۲۰)                   |
| پرتغال   | تیم نخست گروه J       | ۱۳ اکتبر ۲۰۲۳   | ۸ (۱۹۸۴, ۱۹۹۶, ۲۰۰۰, ۲۰۰۴, ۲۰۰۸, ۲۰۱۲, ۲۰۱۶, ۲۰۲۰)                                |
| اسکاتلند | تیم دوم گروه A        | ۱۵ اکتبر ۲۰۲۳   | ۳ (۱۹۹۲, ۱۹۹۶, ۲۰۲۰)                                                              |
| اسپانیا  | تیم نخست گروه A       | ۱۵ اکتبر ۲۰۲۳   | ۱۱ (۱۹۶۴, ۱۹۸۰, ۱۹۸۴, ۱۹۸۸, ۱۹۹۶, ۲۰۰۰, ۲۰۰۴, ۲۰۰۸, ۲۰۱۲, ۲۰۱۶, ۲۰۲۰)             |
| ترکیه    | تیم نخست گروه D       | ۱۵ اکتبر ۲۰۲۳   | ۵ (۱۹۹۶, ۲۰۰۰, ۲۰۰۸, ۲۰۱۶, ۲۰۲۰)                                                  |
| اتریش    | تیم دوم گروه F        | ۱۶ اکتبر ۲۰۲۳   | ۳ (۲۰۰۸, ۲۰۱۶, ۲۰۲۰)                                                              |
| انگلستان | تیم نخست گروه C       | ۱۷ اکتبر ۲۰۲۳   | ۱۰ (۱۹۶۸, ۱۹۸۰, ۱۹۸۸, ۱۹۹۲, ۱۹۹۶, ۲۰۰۰, ۲۰۰۴, ۲۰۱۲, ۲۰۱۶, ۲۰۲۰)                   |
| مجارستان | تیم نخست گروه G       | ۱۶ نوامبر ۲۰۲۳  | ۴ (۱۹۶۴, ۱۹۷۲, ۲۰۱۶, ۲۰۲۰)                                                        |
| اسلواکی  | تیم دوم گروه J        | ۱۶ نوامبر ۲۰۲۳  | ۵ (۱۹۶۰, ۱۹۷۶, ۱۹۸۰, ۲۰۱۶, ۲۰۲۰)                                                  |
| آلبانی   | تیم نخست گروه E       | ۱۷ نوامبر ۲۰۲۳  | ۱ (۲۰۱۶)                                                                          |
| دانمارک  | تیم اول گروه H        | ۱۷ نوامبر ۲۰۲۳  | ۹ (۱۹۶۴, ۱۹۸۴, ۱۹۸۸, ۱۹۹۲, ۱۹۹۶, ۲۰۰۰, ۲۰۰۴, ۲۰۱۲, ۲۰۲۰)                          |
| هلند     | تیم دوم گروه B        | ۱۸ نوامبر ۲۰۲۳  | ۱۰ (۱۹۷۶, ۱۹۸۰, ۱۹۸۸, ۱۹۹۲, ۱۹۹۶, ۲۰۰۰, ۲۰۰۴, ۲۰۰۸, ۲۰۱۲, ۲۰۲۰)                   |
| رومانی   | تیم نخست گروه I       | ۱۸ نوامبر ۲۰۲۳  | ۵ (۱۹۸۴, ۱۹۹۶, ۲۰۰۰, ۲۰۰۸, ۲۰۱۶)                                                  |
| سوئیس    | تیم دوم گروه I        | ۱۸ نوامبر ۲۰۲۳  | ۵ (۱۹۹۶, ۲۰۰۴, ۲۰۰۸, ۲۰۱۶, ۲۰۲۰)                                                  |
| صربستان  | تیم دوم گروه G        | ۱۹ نوامبر ۲۰۲۳  | ۵ (۱۹۶۰, ۱۹۶۸, ۱۹۷۶, ۱۹۸۴, ۲۰۰۰)                                                  |
| چک       | تیم دوم گروه E        | ۲۰ نوامبر ۲۰۲۳  | ۱۰ (۱۹۶۰, ۱۹۷۶, ۱۹۸۰, ۱۹۹۶, ۲۰۰۰, ۲۰۰۴, ۲۰۰۸, ۲۰۱۲, ۲۰۱۶, ۲۰۲۰)                   |
| ایتالیا  | تیم دوم گروه C        | ۲۰ نوامبر ۲۰۲۳  | ۱۰ (۱۹۶۸, ۱۹۸۰, ۱۹۸۸, ۱۹۹۶, ۲۰۰۰, ۲۰۰۴, ۲۰۰۸, ۲۰۱۲, ۲۰۱۶, ۲۰۲۰)                   |
| اسلوونی  | تیم دوم گروه H        | ۲۰ نوامبر ۲۰۲۳  | ۱ (۲۰۰۰)                                                                          |
| کرواسی   | تیم دوم گروه D        | ۲۱ نوامبر ۲۰۲۳  | ۶ (۱۹۹۶, ۲۰۰۴, ۲۰۰۸, ۲۰۱۲, ۲۰۱۶, ۲۰۲۰)                                            |
| گرجستان  | صعود از پلی-آف مسیر C | ۲۶ مارس ۲۰۲۴    | ۰ (نخستین حضور)                                                                   |
| اوکراین  | صعود از پلی-آف مسیر B | ۲۶ مارس ۲۰۲۴    | ۳ (۲۰۱۲, ۲۰۱۶, ۲۰۲۰)                                                              |
| لهستان   | صعود از پلی-آف مسیر A | ۲۶ مارس ۲۰۲۴    | ۴ (۲۰۰۸, ۲۰۱۲, ۲۰۱۶, ۲۰۲۰)                                                        |

1. ↑  درشت نمایش‌دهنده‌ی قهرمان دوره و کج نمایش‌دهنده‌ی میزبان است .
2. ↑  از ۱۹۷۲ تا ۱۹۸۸, آلمان با عنوان آلمان غربی در مسابقات شرکت میکرد.
3. 1 2  از ۱۹۶۰ تا ۱۹۸۰, دو کشور اسلواکی و جمهوری چک به عنوان یک تیم در مسابقات شرکت میکردند: چکسلواکی.[۴۸][۴۹][۵۰][۵۱]
4. ↑  از ۱۹۶۰ تا ۱۹۸۴, صربستان با نام یوگسلاوی, از سال ۲۰۰۰  با عنوان صربستان و مونته نگرو.
5. ↑  FR یوگسلاوی ابتدا قرار بود در ۱۹۹۲ (پس از واجد شرایط شدن به عنوان یوگسلاوی) حضور داشته باشند، اما پس از محرومیت از سوی سازمان ملل از تمام ورزش های بین المللی جایگزین شدند.

## سیدبندی
| تیم            | رتبه |
| -------------- | ---- |
| آلمان (میزبان) | —    |
| پرتغال         | ۱    |
| فرانسه         | ۲    |
| اسپانیا        | ۳    |
| بلژیک          | ۴    |
| انگلستان       | ۵    |

| تیم      | رتبه |
| -------- | ---- |
| مجارستان | ۶    |
| ترکیه    | ۷    |
| رومانی   | ۸    |
| دانمارک  | ۹    |
| آلبانی   | ۱۰   |
| اتریش    | ۱۱   |

| تیم      | رتبه |
| -------- | ---- |
| هلند     | ۱۲   |
| اسکاتلند | ۱۳   |
| کرواسی   | ۱۴   |
| اسلوونی  | ۱۵   |
| اسلواکی  | ۱۶   |
| چک       | ۱۷   |

| تیم                      | رتبه |
| ------------------------ | ---- |
| ایتالیا                  | ۱۸   |
| صربستان                  | ۱۹   |
| سوئیس                    | ۲۰   |
| برنده پلی-آف A (لهستان)  | —    |
| برنده پلی-آف B (اوکراین) | —    |
| برنده پلی-آف C (گرجستان) | —    |

1. ↑  Identity of the three play-off winners was unknown at the time of the draw.

## مرحله گروهی

### گروه A
| رتبه | تیم       | بازی | برد | مساوی | باخت | گل زده | گل خورده | گل تفاضل | امتیاز | صلاحیت           |
| ---- | --------- | ---- | --- | ----- | ---- | ------ | -------- | -------- | ------ | ---------------- |
| ۱    | آلمان (H) | ۳    | ۲   | ۱     | ۰    | ۸      | ۲        | ۶+       | ۷      | صعود به دور حذفی |
| ۲    | سوئیس     | ۳    | ۱   | ۲     | ۰    | ۵      | ۳        | ۲+       | ۵      | صعود به دور حذفی |
| ۳    | مجارستان  | ۳    | ۱   | ۰     | ۲    | ۲      | ۵        | ۳−       | ۳      |                  |
| ۴    | اسکاتلند  | ۳    | ۰   | ۱     | ۲    | ۲      | ۷        | ۵−       | ۱      |                  |

| آلمان                                                                       | ۱-۵   | اسکاتلند              |
| --------------------------------------------------------------------------- | ----- | --------------------- |
| - ویرتس ۱۰' - موزیالا ۱۹' - هاورتز ۱+۴۵' (پنالتی) - فولکروگ ۶۸' - جان ۳+۹۰' | گزارش | ۸۷' (گل‌به‌خودی) رودیگر |

| مجارستان    | ۳-۱   | سوئیس                                |
| ----------- | ----- | ------------------------------------ |
| - وارگا ۶۶' | گزارش | ۱۲' دواه · ۴۵' ایبیشر · ۹۰+۳' امبولو |

| آلمان                        | ۰-۲   | مجارستان |
| ---------------------------- | ----- | -------- |
| - موزیالا ۲۲' - گوندوغان ۶۷' | گزارش |          |

| اسکاتلند       | ۱-۱   | سوئیس     |
| -------------- | ----- | --------- |
| - مک‌تامینی ۱۳' | گزارش | ۲۶' شقیری |

| سوئیس        | ۱-۱   | آلمان         |
| ------------ | ----- | ------------- |
| - اندویه ۲۸' | گزارش | ۹۰+۲' فولکروگ |

| اسکاتلند | ۱-۰   | مجارستان     |
| -------- | ----- | ------------ |
|          | گزارش | ۹۰+۱۰' چوبوت |

### گروه B
| رتبه | تیم     | بازی | برد | مساوی | باخت | گل زده | گل خورده | گل تفاضل | امتیاز | صلاحیت           |
| ---- | ------- | ---- | --- | ----- | ---- | ------ | -------- | -------- | ------ | ---------------- |
| ۱    | اسپانیا | ۳    | ۳   | ۰     | ۰    | ۵      | ۰        | ۵+       | ۹      | صعود به دور حذفی |
| ۲    | ایتالیا | ۳    | ۱   | ۱     | ۱    | ۳      | ۳        | ۰        | ۴      | صعود به دور حذفی |
| ۳    | کرواسی  | ۳    | ۰   | ۲     | ۱    | ۳      | ۶        | ۳−       | ۲      |                  |
| ۴    | آلبانی  | ۳    | ۰   | ۱     | ۲    | ۳      | ۵        | ۲−       | ۱      |                  |

| اسپانیا                                         | ۰-۳   | کرواسی |
| ----------------------------------------------- | ----- | ------ |
| - موراتا ۲۹' - فابیان رویز ۳۲' - کارواخال ۲+۴۵' | گزارش |        |

| ایتالیا                   | ۱-۲   | آلبانی     |
| ------------------------- | ----- | ---------- |
| - باستونی ۱۱' - بارلا ۱۶' | گزارش | ۱' بایرامی |

| کرواسی                                 | ۲-۲   | آلبانی                  |
| -------------------------------------- | ----- | ----------------------- |
| - کراماریچ ۷۴' - جاسولا ۷۶' (گل‌به‌خودی) | گزارش | ۱۱' لاچی · ۹۰+۵' جاسولا |

| اسپانیا                    | ۰-۱   | ایتالیا |
| -------------------------- | ----- | ------- |
| - کالافیوری ۵۵' (گل‌به‌خودی) | گزارش |         |

| آلبانی | ۱-۰   | اسپانیا  |
| ------ | ----- | -------- |
|        | گزارش | ۱۳' تورس |

| کرواسی       | ۱-۱   | ایتالیا      |
| ------------ | ----- | ------------ |
| - مودریچ ۵۵' | گزارش | ۹۰+۸' زاکانی |

### گروه C
| رتبه | تیم      | بازی | برد | مساوی | باخت | گل زده | گل خورده | گل تفاضل | امتیاز | صلاحیت           |
| ---- | -------- | ---- | --- | ----- | ---- | ------ | -------- | -------- | ------ | ---------------- |
| ۱    | انگلستان | ۳    | ۱   | ۲     | ۰    | ۲      | ۱        | ۱+       | ۵      | صعود به دور حذفی |
| ۲    | دانمارک  | ۳    | ۰   | ۳     | ۰    | ۲      | ۲        | ۰        | ۳      | صعود به دور حذفی |
| ۳    | اسلوونی  | ۳    | ۰   | ۳     | ۰    | ۲      | ۲        | ۰        | ۳      | صعود به دور حذفی |
| ۴    | صربستان  | ۳    | ۰   | ۲     | ۱    | ۱      | ۲        | ۱−       | ۲      |                  |

1. 1 2  European Qualifiers overall ranking: Denmark 9th, Slovenia 15th.

| اسلوونی     | ۱-۱   | دانمارک    |
| ----------- | ----- | ---------- |
| - یانژا ۷۷' | گزارش | ۱۷' اریکسن |

| صربستان | ۱-۰   | انگلستان    |
| ------- | ----- | ----------- |
|         | گزارش | ۱۳' بلینگام |

| اسلوونی         | ۱-۱   | صربستان     |
| --------------- | ----- | ----------- |
| - کارنیچنیک ۶۹' | گزارش | ۹۰+۵' یوویچ |

| دانمارک    | ۱-۱   | انگلستان |
| ---------- | ----- | -------- |
| هولمند ۳۴' | گزارش | ۱۸' کین  |

| انگلستان | ۰-۰   | اسلوونی |
| -------- | ----- | ------- |
|          | گزارش |         |

| دانمارک | ۰-۰   | صربستان |
| ------- | ----- | ------- |
|         | گزارش |         |

### گروه D
| رتبه | تیم    | بازی | برد | مساوی | باخت | گل زده | گل خورده | گل تفاضل | امتیاز | صلاحیت           |
| ---- | ------ | ---- | --- | ----- | ---- | ------ | -------- | -------- | ------ | ---------------- |
| ۱    | اتریش  | ۳    | ۲   | ۰     | ۱    | ۶      | ۴        | ۲+       | ۶      | صعود به دور حذفی |
| ۲    | فرانسه | ۳    | ۱   | ۲     | ۰    | ۲      | ۱        | ۱+       | ۵      | صعود به دور حذفی |
| ۳    | هلند   | ۳    | ۱   | ۱     | ۱    | ۴      | ۴        | ۰        | ۴      | صعود به دور حذفی |
| ۴    | لهستان | ۳    | ۰   | ۱     | ۲    | ۳      | ۶        | ۳−       | ۱      |                  |

| لهستان    | ۲-۱   | هلند                    |
| --------- | ----- | ----------------------- |
| بوکسا ۱۶' | گزارش | ۲۹' گاکپو · ۸۳' وخهورست |

| اتریش | ۱-۰   | فرانسه              |
| ----- | ----- | ------------------- |
|       | گزارش | ۳۸' (گل‌به‌خودی) ووبر |

| لهستان       | ۳-۱   | اتریش                                              |
| ------------ | ----- | -------------------------------------------------- |
| - پیونتک ۳۰' | گزارش | ۹' تراونه · ۶۶' بامگارتنر · ۷۸' (پنالتی) آرناتوویج |

| هلند | ۰-۰   | فرانسه |
| ---- | ----- | ------ |
|      | گزارش |        |

| هلند                   | ۳-۲   | اتریش                                        |
| ---------------------- | ----- | -------------------------------------------- |
| - گاکپو ۴۷' - دپای ۷۵' | گزارش | ۶' (گل‌به‌خودی) مالن · ۵۹' اشمید · ۸۰' سابیتزر |

| فرانسه                | ۱-۱   | لهستان                  |
| --------------------- | ----- | ----------------------- |
| - امباپه ۵۶' (پنالتی) | گزارش | ۷۹' (پنالتی) لواندوفسکی |

### گروه E
| رتبه | تیم     | بازی | برد | مساوی | باخت | گل زده | گل خورده | گل تفاضل | امتیاز | صلاحیت           |
| ---- | ------- | ---- | --- | ----- | ---- | ------ | -------- | -------- | ------ | ---------------- |
| ۱    | رومانی  | ۳    | ۱   | ۱     | ۱    | ۴      | ۳        | ۱+       | ۴      | صعود به دور حذفی |
| ۲    | بلژیک   | ۳    | ۱   | ۱     | ۱    | ۲      | ۱        | ۱+       | ۴      | صعود به دور حذفی |
| ۳    | اسلواکی | ۳    | ۱   | ۱     | ۱    | ۳      | ۳        | ۰        | ۴      | صعود به دور حذفی |
| ۴    | اوکراین | ۳    | ۱   | ۱     | ۱    | ۲      | ۴        | ۲−       | ۴      |                  |

| رومانی                                 | ۰-۳   | اوکراین |
| -------------------------------------- | ----- | ------- |
| - استنچیو ۲۹' - مارین ۵۳' - دراگوش ۵۷' | گزارش |         |

| بلژیک | ۱-۰   | اسلواکی  |
| ----- | ----- | -------- |
|       | گزارش | ۷' شرانز |

| اسلواکی     | ۲-۱   | اوکراین                    |
| ----------- | ----- | -------------------------- |
| - شرانز ۱۷' | گزارش | ۵۴' شاپارنکو · ۸۰' یارمچوک |

| بلژیک                        | ۰-۲   | رومانی |
| ---------------------------- | ----- | ------ |
| - تیلمانس ۲' - دی بروینه ۸۰' | گزارش |        |

| اسلواکی    | ۱-۱   | رومانی             |
| ---------- | ----- | ------------------ |
| - دودا ۲۴' | گزارش | ۳۷' (پنالتی) مارین |

| اوکراین | ۰-۰   | بلژیک |
| ------- | ----- | ----- |
|         | گزارش |       |

### گروه F
| رتبه | تیم     | بازی | برد | مساوی | باخت | گل زده | گل خورده | گل تفاضل | امتیاز | صلاحیت           |
| ---- | ------- | ---- | --- | ----- | ---- | ------ | -------- | -------- | ------ | ---------------- |
| ۱    | پرتغال  | ۳    | ۲   | ۰     | ۱    | ۵      | ۳        | ۲+       | ۶      | صعود به دور حذفی |
| ۲    | ترکیه   | ۳    | ۲   | ۰     | ۱    | ۵      | ۵        | ۰        | ۶      | صعود به دور حذفی |
| ۳    | گرجستان | ۳    | ۱   | ۱     | ۱    | ۴      | ۴        | ۰        | ۴      | صعود به دور حذفی |
| ۴    | چک      | ۳    | ۰   | ۱     | ۲    | ۳      | ۵        | ۲−       | ۱      |                  |

1. 1 2  Head-to-head result: Turkey 0–3 Portugal.

| ترکیه                                      | ۱-۳   | گرجستان        |
| ------------------------------------------ | ----- | -------------- |
| - مولدور ۲۵' - گولر ۶۵' - آق‌ترک‌اوغلو ۷+۹۰' | گزارش | ۳۲' میکاوتادزه |

| پرتغال                                   | ۱-۲   | چک        |
| ---------------------------------------- | ----- | --------- |
| - راناک ۶۹' (گل‌به‌خودی) - کونسیسائو ۲+۹۰' | گزارش | ۶۲' پروود |

| گرجستان                     | ۱-۱   | چک      |
| --------------------------- | ----- | ------- |
| - میکاوتادزه ۴+۴۵' (پنالتی) | گزارش | ۵۹' شیک |

| ترکیه | ۳-۰   | پرتغال                                           |
| ----- | ----- | ------------------------------------------------ |
|       | گزارش | ۲۱' سیلوا · ۲۸' (گل‌به‌خودی) آکایدین · ۵۶' فرناندز |

| گرجستان                                    | ۰-۲   | پرتغال |
| ------------------------------------------ | ----- | ------ |
| - کواراتسخلیا ۲' - میکاوتادزه ۵۷' (پنالتی) | گزارش |        |

| چک         | ۲-۱   | ترکیه                        |
| ---------- | ----- | ---------------------------- |
| - سوچک ۶۶' | گزارش | ۵۱' چالهان‌اوغلو · ۹۰+۴' تسون |

### برترین تیم‌های سوم
| رتبه | گروه | تیم      | بازی | برد | مساوی | باخت | گل زده | گل خورده | گل تفاضل | امتیاز | صلاحیت           |
| ---- | ---- | -------- | ---- | --- | ----- | ---- | ------ | -------- | -------- | ------ | ---------------- |
| ۱    | D    | هلند     | ۳    | ۱   | ۱     | ۱    | ۴      | ۴        | ۰        | ۴      | صعود به دور حذفی |
| ۲    | F    | گرجستان  | ۳    | ۱   | ۱     | ۱    | ۴      | ۴        | ۰        | ۴      | صعود به دور حذفی |
| ۳    | E    | اسلواکی  | ۳    | ۱   | ۱     | ۱    | ۳      | ۳        | ۰        | ۴      | صعود به دور حذفی |
| ۴    | C    | اسلوونی  | ۳    | ۰   | ۳     | ۰    | ۲      | ۲        | ۰        | ۳      | صعود به دور حذفی |
| ۵    | A    | مجارستان | ۳    | ۱   | ۰     | ۲    | ۲      | ۵        | ۳−       | ۳      |                  |
| ۶    | B    | کرواسی   | ۳    | ۰   | ۲     | ۱    | ۳      | ۶        | ۳−       | ۲      |                  |

1. 1 2  اخطار: هلند ۲، گرجستان ۶.

## مرحله حذفی

### نمودار
|  | یک‌هشتم نهایی                  | یک‌هشتم نهایی                   |                                 |       | یک چهارم نهایی | یک چهارم نهایی |  |  | نیمه نهایی | نیمه نهایی |  |  | فینال | فینال |
|  |                               |                                |                                 |       |                |                |  |  |            |            |  |  |       |       |
|  | ۳۰ ژوئن _ ورزشگاه راین انرژی  |                                |                                 |       |                |                |  |  |            |            |  |  |       |       |
|  |                               |                                |                                 |       |                |                |  |  |            |            |  |  |       |       |
|  | اسپانیا                       | ۴                              |                                 |       |                |                |  |  |            |            |  |  |       |       |
|  | اسپانیا                       | ۴                              | ۵ ژوئیه _ ام‌اچ‌پی آرنا           |       |                |                |  |  |            |            |  |  |       |       |
|  | گرجستان                       | ۱                              |                                 |       |                |                |  |  |            |            |  |  |       |       |
|  | گرجستان                       | ۱                              | اسپانیا (و.ا.)                  | ۲     |                |                |  |  |            |            |  |  |       |       |
|  | ۲۹ ژوئن _ ورزشگاه وستفالن     |                                | اسپانیا (و.ا.)                  | ۲     |                |                |  |  |            |            |  |  |       |       |
|  |                               | آلمان                          | ۱                               |       |                |                |  |  |            |            |  |  |       |       |
|  | آلمان                         | آلمان                          | ۱                               | ۲     |                |                |  |  |            |            |  |  |       |       |
|  | آلمان                         |                                | ۹ ژوئیه _ ورزشگاه آلیانز آرنا   | ۲     |                |                |  |  |            |            |  |  |       |       |
|  | دانمارک                       | ۰                              |                                 |       |                |                |  |  |            |            |  |  |       |       |
|  | دانمارک                       | ۰                              | اسپانیا                         | ۲     |                |                |  |  |            |            |  |  |       |       |
|  | ۱ ژوئیه _ دویچه بانک پارک     |                                | اسپانیا                         | ۲     |                |                |  |  |            |            |  |  |       |       |
|  |                               | فرانسه                         | ۱                               |       |                |                |  |  |            |            |  |  |       |       |
|  | پرتغال (پ)                    | فرانسه                         | ۱                               | ۰ (۳) |                |                |  |  |            |            |  |  |       |       |
|  | پرتغال (پ)                    | ۵ ژوئیه _ ورزشگاه فولکسپارک    |                                 | ۰ (۳) |                |                |  |  |            |            |  |  |       |       |
|  | اسلوونی                       | ۰ (۰)                          |                                 |       |                |                |  |  |            |            |  |  |       |       |
|  | اسلوونی                       | ۰ (۰)                          | پرتغال                          | ۰ (۳) |                |                |  |  |            |            |  |  |       |       |
|  | ۱ ژوئیه _ مرکور اشپیل-آرنا    |                                | پرتغال                          | ۰ (۳) |                |                |  |  |            |            |  |  |       |       |
|  |                               | فرانسه (پ)                     | ۰ (۵)                           |       |                |                |  |  |            |            |  |  |       |       |
|  | فرانسه                        | فرانسه (پ)                     | ۰ (۵)                           | ۱     |                |                |  |  |            |            |  |  |       |       |
|  | فرانسه                        |                                | ۱۴ ژوئیه _ ورزشگاه المپیک برلین | ۱     |                |                |  |  |            |            |  |  |       |       |
|  | بلژیک                         | ۰                              |                                 |       |                |                |  |  |            |            |  |  |       |       |
|  | بلژیک                         | ۰                              | اسپانیا                         | ۲     |                |                |  |  |            |            |  |  |       |       |
|  | ۲ ژوئیه _ آلیانتس آرنا        |                                | اسپانیا                         | ۲     |                |                |  |  |            |            |  |  |       |       |
|  |                               | انگلستان                       | ۱                               |       |                |                |  |  |            |            |  |  |       |       |
|  | رومانی                        | انگلستان                       | ۱                               | ۰     |                |                |  |  |            |            |  |  |       |       |
|  | رومانی                        | ۶ ژوئیه _ ورزشگاه المپیک برلین |                                 | ۰     |                |                |  |  |            |            |  |  |       |       |
|  | هلند                          | ۳                              |                                 |       |                |                |  |  |            |            |  |  |       |       |
|  | هلند                          | ۳                              | هلند                            | ۲     |                |                |  |  |            |            |  |  |       |       |
|  | ۲ ژوئیه _ ردبول آرنا          |                                | هلند                            | ۲     |                |                |  |  |            |            |  |  |       |       |
|  |                               | ترکیه                          | ۱                               |       |                |                |  |  |            |            |  |  |       |       |
|  | اتریش                         | ترکیه                          | ۱                               | ۱     |                |                |  |  |            |            |  |  |       |       |
|  | اتریش                         |                                | ۱۰ ژوئیه _ ورزشگاه وستفالن      | ۱     |                |                |  |  |            |            |  |  |       |       |
|  | ترکیه                         | ۲                              |                                 |       |                |                |  |  |            |            |  |  |       |       |
|  | ترکیه                         | ۲                              | هلند                            | ۱     |                |                |  |  |            |            |  |  |       |       |
|  | ۳۰ ژوئن _ ورزشگاه فلتینس آرنا |                                | هلند                            | ۱     |                |                |  |  |            |            |  |  |       |       |
|  |                               | انگلستان                       | ۲                               |       |                |                |  |  |            |            |  |  |       |       |
|  | انگلستان (و.ا.)               | انگلستان                       | ۲                               | ۲     |                |                |  |  |            |            |  |  |       |       |
|  | انگلستان (و.ا.)               | ۶ ژوئیه _ مرکور اشپیل-آرنا     |                                 | ۲     |                |                |  |  |            |            |  |  |       |       |
|  | اسلواکی                       | ۱                              |                                 |       |                |                |  |  |            |            |  |  |       |       |
|  | اسلواکی                       | ۱                              | انگلستان (پ)                    | ۱ (۵) |                |                |  |  |            |            |  |  |       |       |
|  | ۲۹ ژوئن _ المپیک برلین        |                                | انگلستان (پ)                    | ۱ (۵) |                |                |  |  |            |            |  |  |       |       |
|  |                               | سوئیس                          | ۱ (۳)                           |       |                |                |  |  |            |            |  |  |       |       |
|  | سوئیس                         | سوئیس                          | ۱ (۳)                           | ۲     |                |                |  |  |            |            |  |  |       |       |
|  | سوئیس                         |                                |                                 | ۲     |                |                |  |  |            |            |  |  |       |       |
|  | ایتالیا                       | ۰                              |                                 |       |                |                |  |  |            |            |  |  |       |       |
|  | ایتالیا                       | ۰                              |                                 |       |                |                |  |  |            |            |  |  |       |       |

### یک هشتم نهایی
| ایتالیا | ۰–۲   | سوئیس                  |
| ------- | ----- | ---------------------- |
|         | گزارش | ۳۷' فرولر · ۴۶' وارگاس |

| آلمان                               | ۲–۰   | دانمارک |
| ----------------------------------- | ----- | ------- |
| - هاورتز ۵۳' (پنالتی) - موزیالا ۶۸' | گزارش |         |

| انگلستان                  | ۲–۱ (و.ا.) | اسلواکی   |
| ------------------------- | ---------- | --------- |
| - بلینگام ۵+۹۰' - کین ۹۱' | گزارش      | ۲۵' شرانز |

| اسپانیا                                          | ۴–۱   | گرجستان                  |
| ------------------------------------------------ | ----- | ------------------------ |
| - رودری ۳۹' - رویز ۵۱' - ویلیامز ۷۵' - اولمو ۸۳' | گزارش | ۱۸' (گل‌به‌خودی) لو نورمان |

| فرانسه                   | ۱–۰   | بلژیک |
| ------------------------ | ----- | ----- |
| - فرتونگن ۸۵' (گل‌به‌خودی) | گزارش |       |

| پرتغال                      | ۰–۰ (و.ا.) | اسلوونی                      |
| --------------------------- | ---------- | ---------------------------- |
|                             | گزارش      |                              |
| ضربات پنالتی                |            |                              |
| - رونالدو - فرناندز - سیلوا | ۳–۰        | - ایلیچیچ - بالکوویچ - وربیچ |

| رومانی | ۰–۳   | هلند                        |
| ------ | ----- | --------------------------- |
|        | گزارش | ۲۰' گاکپو · ۸۳'، ۹۰+۳' مالن |

| اتریش         | ۱–۲   | ترکیه          |
| ------------- | ----- | -------------- |
| گریگوریتش ۶۶' | گزارش | ۱'، ۵۹' دمیرال |

### یک چهارم نهایی
| اسپانیا                | ۲–۱ (و.ا.) | آلمان     |
| ---------------------- | ---------- | --------- |
| اولمو ۵۱' · مرینو ۱۱۹' | گزارش      | ۸۹' ویرتس |

| پرتغال                         | ۰–۰ (و.ا.) | فرانسه                                     |
| ------------------------------ | ---------- | ------------------------------------------ |
|                                | گزارش      |                                            |
| ضربات پنالتی                   |            |                                            |
| رونالدو · سیلوا · فلیکس · مندز | ۵-۳        | دمبله · فوفانا · کونده · بارکولا · هرناندز |

| سوئیس                         | ۱–۱ (و.ا.) | انگلستان                                       |
| ----------------------------- | ---------- | ---------------------------------------------- |
| امبولو ۷۵'                    | گزارش      | ۸۰' ساکا                                       |
| ضربات پنالتی                  |            |                                                |
| آکانجی · شار · شقیری · امدونی | ۵-۳        | پالمر · بلینگام · ساکا · تونی · الکساندرآرنولد |

| هلند                | ۲–۱   | ترکیه       |
| ------------------- | ----- | ----------- |
| د فرای ۷۰' · مولدور | گزارش | ۳۵' آکایدین |

### نیمه نهایی
| اسپانیا               | ۲–۱   | فرانسه        |
| --------------------- | ----- | ------------- |
| یامال ۲۱' · اولمو ۲۵' | گزارش | ۹' کولو موآنی |

| انگلستان                | ۲–۱   | هلند      |
| ----------------------- | ----- | --------- |
| کین '۱۸ · واتکینز ۱+۹۰' | گزارش | ۷' سیمونز |

### نهایی
| اسپانیا                      | ۲–۱   | انگلستان  |
| ---------------------------- | ----- | --------- |
| ویلیامز ۴۷' · اویارزابال ۸۶' | گزارش | ۷۳' پالمر |

## آمار

### برترین گلزنان
۱۱۷ گل  در ۵۱ مسابقه به ثمر رسیده است که به‌طور میانگین برابر است با ۲٫۲۹ گل به ازای هر مسابقه. بازیکنانی که نام آن‌ها به‌صورت پررنگ ذکر شده همچنان در رقابت فعال هستند.
۳ گل
- هری کین
- ژرژ میکاوتادزه
- جمال موزیالا
- کودی گاکپو
- ایوان شرانز
- دنی اولمو

۲ گل
- جود بلینگام
- نیکلاس فولکروگ
- کای هاورتز
- فلوریان ویرتس
- دونیل مالن
- رضوان مارین
- فابیان رویز
- نیکو ویلیامز
- بریل امبولو
- مریح دمیرال

۱ گل
- ندیم بایرامی
- کلاوس جاسولا
- کاظم لاچی
- مارکو آرناتوویج
- کریستوف بامگارتنر
- میشائیل گریگوریتش
- مارسل سابیتزر
- رومانو اشمید
- گرنوت تراونه
- کوین دی بروینه
- یوری تیلمانس
- آندری کراماریچ
- لوکا مودریچ
- لوکاش پروود
- پاتریک شیک
- توماس سوچک
- کریستین اریکسن
- مورتن هولمند
- کول پالمر
- بوکایو ساکا
- اولی واتکینز
- رندال کولو موانی
- کیلیان امباپه
- خویچا کواراتسخلیا
- امره جان
- ایلکای گوندوغان
- کوین چوبوت
- بارناباش وارگا
- نیکولو بارلا
- الساندرو باستونی
- ماتیا زاکانی
- ممفیس دپای
- استفان د فرای
- خاوی سیمونز
- واوت وخهورست
- آدام بوکسا
- روبرت لواندوفسکی
- کشیشتف پیونتک
- فرانسیسکو کونسیسائو
- برونو فرناندز
- برناردو سیلوا
- دنیس دراگوش
- نیکولائه استنچیو
- اسکات مک‌تامینی
- لوکا یوویچ
- اوندری دودا
- اریک یانژا
- ژان کارنیچنیک
- دنی کارواخال
- میکل مرینو
- آلوارو موراتا
- میکل اویارزابال
- رودری
- فران تورس
- لامین یامال
- میشل ایبیشر
- کوادوو دواه
- رمو فرولر
- دن اندویه
- جردان شقیری
- روبن وارگاس
- صامت آکایدین
- کریم آق‌ترک‌اوغلو
- هاکان چالهان‌اوغلو
- آردا گولر
- مرت مولدور
- جنک تسون
- مایکولا شاپارنکو
- رومن یارمچوک

۱ گل‌به‌خودی
- کلاوس جاسولا
- ماکسیمیلیان ووبر
- یان فرتونگن
- رابین راناک
- آنتونیو رودیگر
- ریکاردو کالافیوری
- دونیل مالن
- رابین لو نورمان
- صامت آکایدین
- مرت مولدور

منبع: UEFA

## بازار یابی

### لوگو
لوگوی رسمی این مسابقات در ۵ اکتبر ۲۰۲۱ طی مراسمی در برلین رونمایی شد. فرم کلی لوگوی این رقابت‌ها سقف ورزشگاه المپیک برلین (المپیا اشتادیون) است، ۲۴ برش رنگی اطراف این لوگو نمایش داده شده است که نشان دهنده ۲۴ تیم شرکت کننده در این رقابت‌ها است. علاوه بر این هریک از ده شهر میزبان یورو یک نماد مخصوص به خود دارند که دارای مناظر محلی است.

### نماد مسابقات

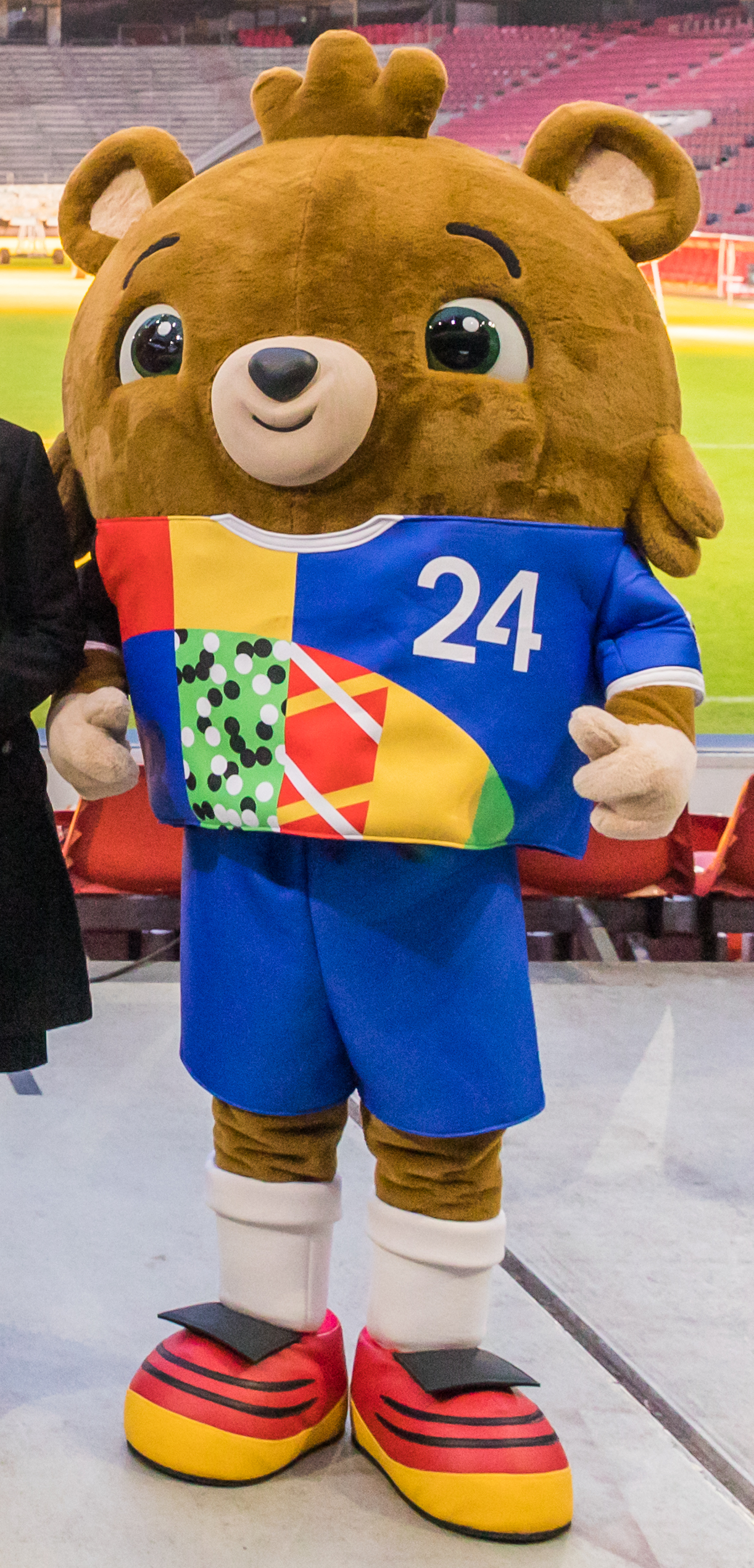
آلبرت، نماد مسابقات

نماد رسمی یورو ۲۰۲۴ در ۲۰ ژوئن ۲۰۲۳ در بازی دوستانه بین‌المللی آلمان و کلمبیا در گلزنکرخن رونمایی شد. نماد خرس عروسکی با شورت است. از رای عمومی برای انتخاب نام نماد استفاده شد، با گزینه‌های "Albärt", "Bärnardo", "Bärnheart" و "Herzi von Bärnardo نتایج در ۵ ژوئیه علنی شد و نام نماد "آلبارت" اعلام شد و ۳۲ درصد از آرا را به دست آورد.

### توپ مسابقات

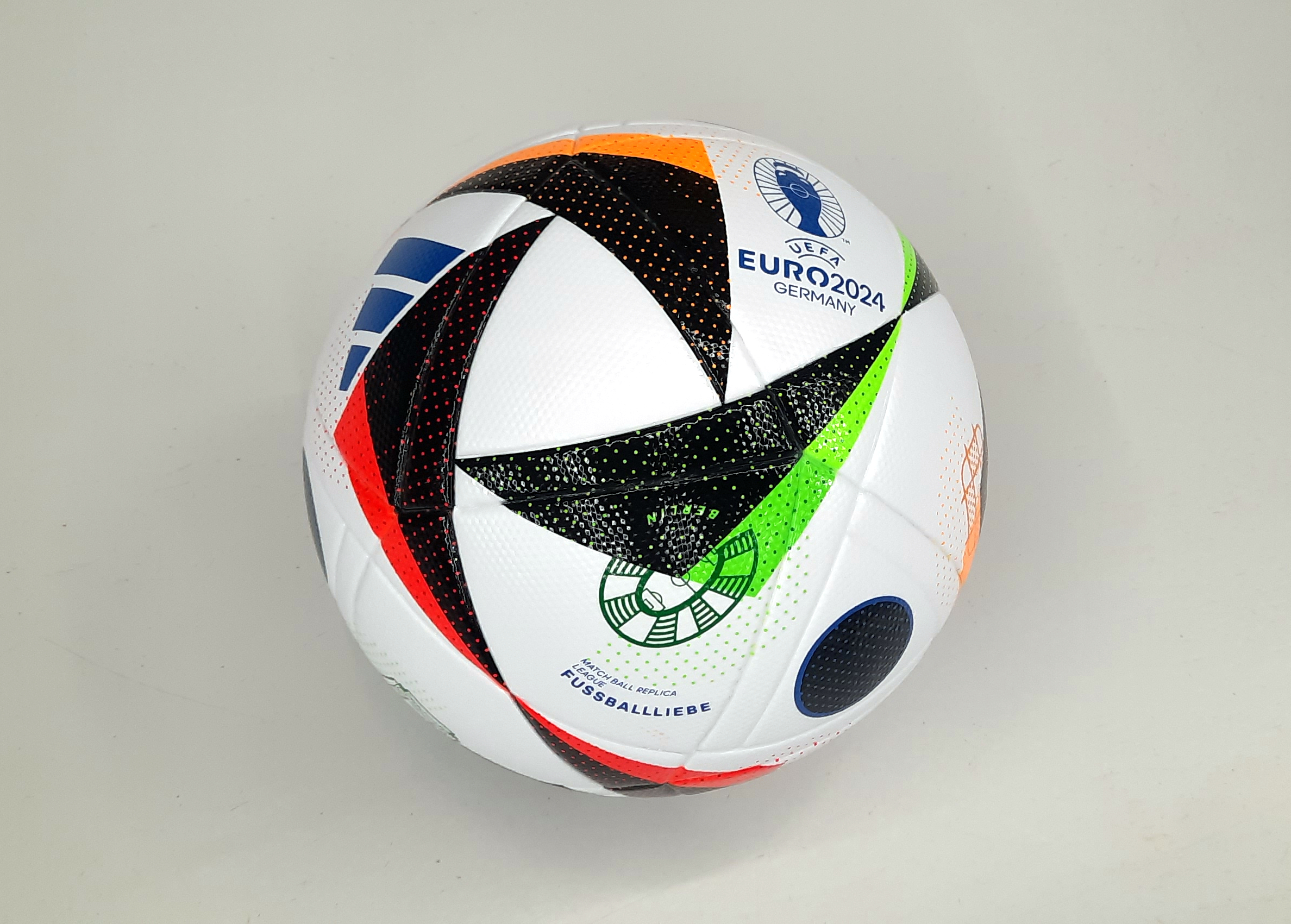
توپ مرحله گروهی رقابت‌ها

توپ رسمی مسابقات، "Fussballliebe" توسط یوفا و آدیداس در ۱۵ نوامبر ۲۰۲۳ رونمایی شد. از آلمانی به‌عنوان «عشق فوتبال» یاد شده است، شکل‌های بال‌های مشکی با لبه‌ها و منحنی‌های قرمز، آبی، نارنجی و سبز دارد تا شور و نشاط کشورهای واجد شرایط را به مسابقات و عشقی که هواداران در سراسر جهان به فوتبال می‌دهند را به نمایش بگذارد. این توپ که با مواد ارگانیک پایدار ایجاد شده است، اولین توپ برای مسابقات قهرمانی اروپا است که دارای «فناوری توپ متصل» است، جایی که حاوی حسگرهای الکترونیکی داخلی است و امکان تشخیص حرکت آن را برای مسئولان مسابقات یوفا برای کمک به تصمیم‌گیری فراهم می‌کند.

### اسپانسرینگ

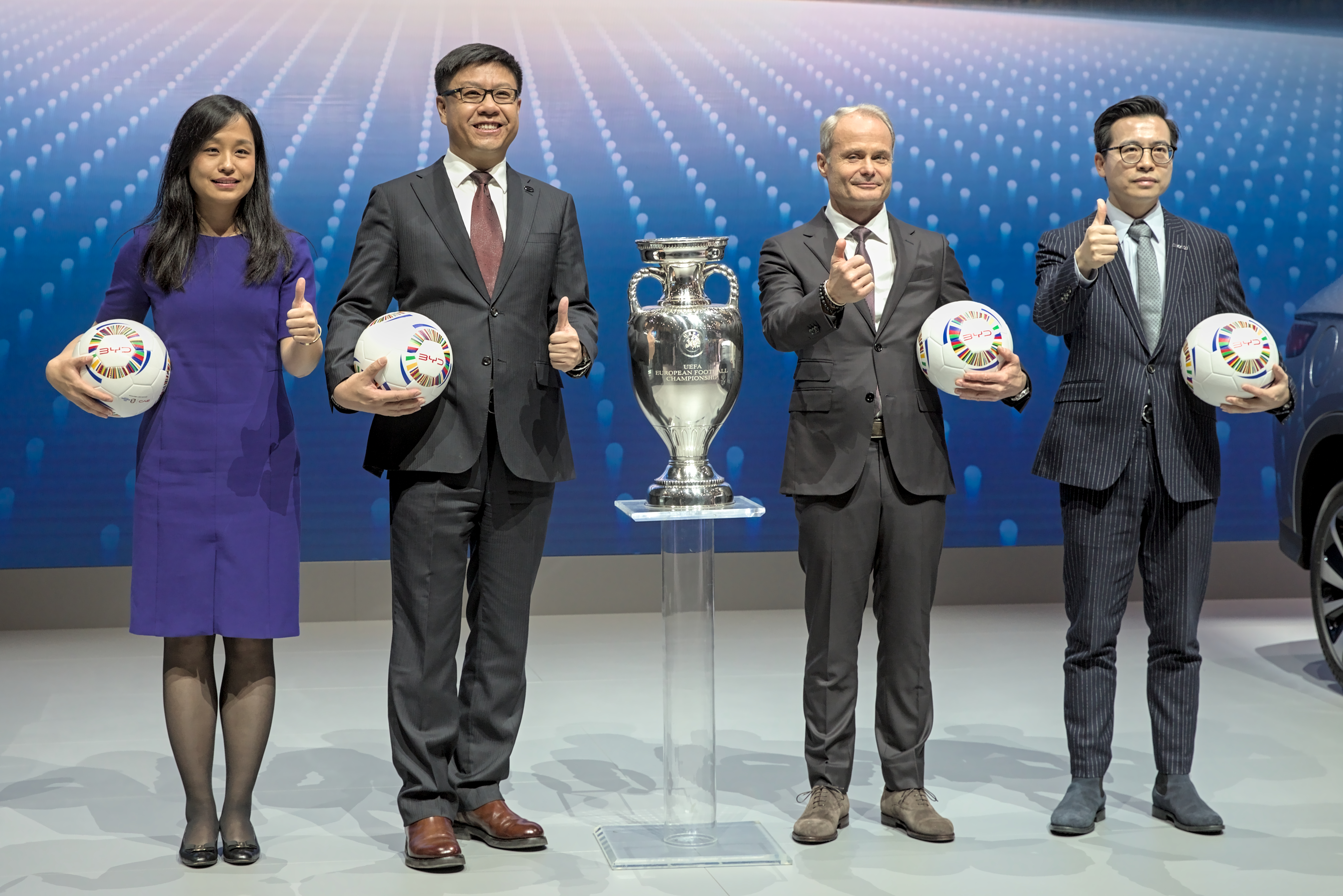
خودروسازی بی‌وای‌دی در نمایشگاه بین‌المللی خودرو ژنو ۲۰۲۴

### شرکای رسمی جهانی
- آدیداس
- گروه علی‌بابا
- آتوس
- بوکینگ
- بی وای دی
- کوکا کولا
- های‌سنس
- لیدل
- ویوو
- ویزیت قطر
- یونیلیور

### شرکای رسمی ملی
- آبجوسازی بیتبورگر
- دویچه بان
- تلکوم
- گروه ارگو